# Janet Gardner
Janet Patricia Gardner, född 21 mars 1962 i Juneau, Alaska, är en amerikansk hårdrocksångerska och låtskrivare. Hon var sångerska och kompgitarrist i hårdrocksbandet Vixen 1983–1991, 1997–1998, vid återföreningen av den klassiska banduppsättningen 2001, 2004 samt 2013–2019. Hon var den som tog initiativet till 1997 års återförening tillsammans med Roxy Petrucci. Vid 2001 års återförening lämnade Gardner och Petrucci bandet innan turnén hade slutförts. År 2012 var hon grundare av JSRG (Janet Share Roxy Gina) och efter Kuehnemunds dödsfall från cancer år 2013 utvecklades bandet till Vixen för att hedra henne. Gardner stannade till januari 2019, när hon bekräftade att hon lämnade bandet definitivt.
Under bandets storhetstid under sent 1980-tal och tidigt 1990-tal spelade Gardner på en specialdesignad BC Rich gunslinger. Tillsammans med de övriga bandmedlemmarna i Vixen medverkade Gardner i filmen Hardbodies från 1984.

## Diskografi
Album med Vixen
- Vixen (1988)
- Rev It Up (1990)
- Tangerine (1998)
- Full Throttle (samlingsalbum) (1999)
- Rare Vintage (samlingsalbum) (2018)
- Live Fire (livealbum) (2018)

Soloalbum
- Janet Gardner (2017)
- Your Place in the Sun (2019)

Janet Gardner/Justin James
- Synergy (2020)